# Aria Resort & Casino
Aria Resort & Casino – superluksusowy hotel i centralny obiekt CityCenter w Las Vegas, w stanie Nevada. Zaprojektowany przez Pelli Clarke Pelli Architects i złożony z 60 pięter wieżowiec o szklanych szybach składa się z 4.004 pokoi (a w tym 568 apartamentów), zajmujących łączną powierzchnię 370.000 m². Aria Resort & Casino został otwarty 16 grudnia 2009 roku. 
W skład obiektu wchodzi również kasyno o powierzchni 14.000 m², 20.000 m² strefy basenowej, salon piękności i spa zajmujące 7.400 m², 28.000 m² przestrzeni konferencyjnej, 16 restauracji, 10 barów oraz trzypiętrowe lobby, wybudowane przy częściowym użyciu materiałów naturalnych, czyli m.in.: drewna, szkła i kamienia. W Aria znajduje się także teatr z 1.800 miejsc, w którym obecnie wystawiana jest sztuka Viva Elvis Cirque du Soleil.
Aria Resort & Casino wyróżniony został prestiżową nagrodą pięciu diamentów AAA.

## Informacje
Aria Resort & Casino obejmuje kilka barów, klubów nocnych i restauracji, a także teatr z 2.000 miejsc, w którym występy daje m.in.: Cirque du Soleil. W kompleksie znajduje się również spa o powierzchni 7.400 m² oraz trzypiętrowe centrum konwencyjne o powierzchni 28.000 m², w skład którego wchodzą cztery sale balowe, 38 sal konferencyjnych i największa, 120–metrowa szklana ściana w budynku. Hotelowych gości wita 76–metrowy napis LED projektu artystki Jenny Holzer.
W Aria Resort & Casino znajdują się poza tym 84.000 m² powierzchni dla obsługi, biur zarządu oraz parkingu.
W hotelu wykorzystywany jest system Control14, który monitoruje sposób zużywania energii, zapamiętując indywidualne preferencje. W ten sposób, kiedy gość wkłada do czytnika kartę pokojową, automatycznie ustawia ona temperaturę, światła oraz zasłony w oknach według jego upodobań, a także głosowo wita go imiennie.
14 września 2009 roku Aria stał się najwyższym budynkiem w Stanach Zjednoczonych, który uzyskał złotą nagrodę LEED, honorującą obiekty dbające o środowisko.

## Galeria

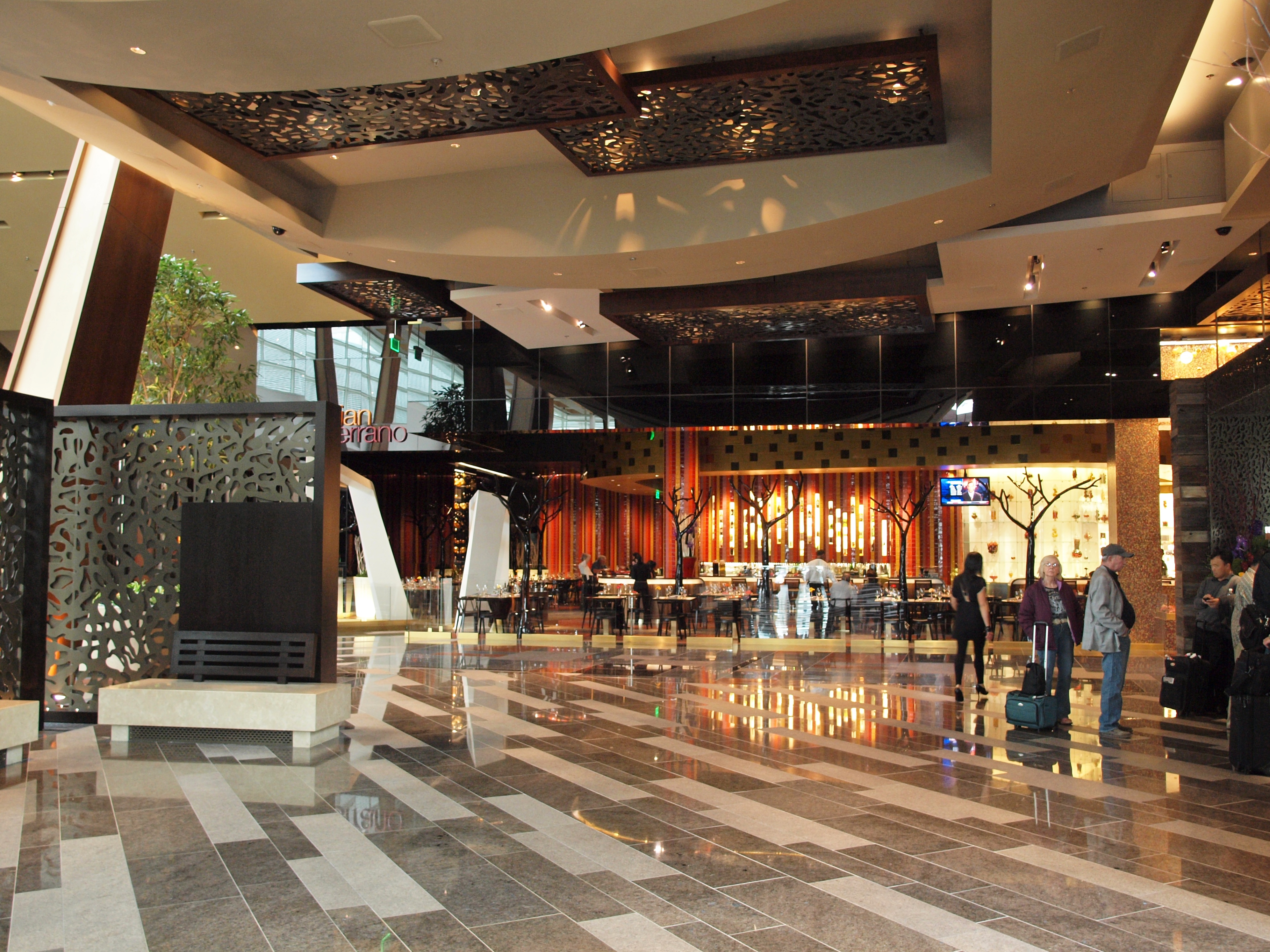
Lobby obiektu, w tle restauracja Julian Serrano
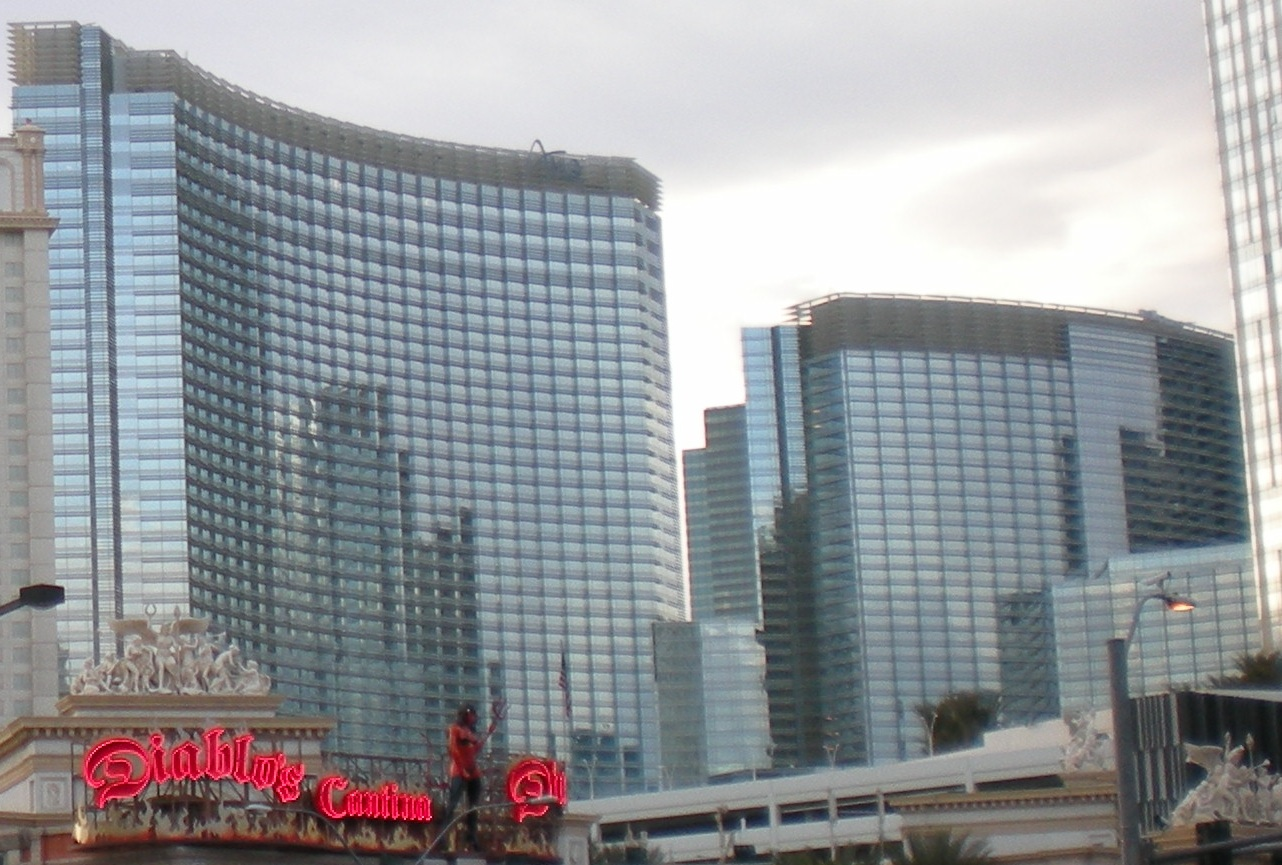
Aria widziany z Las Vegas Strip
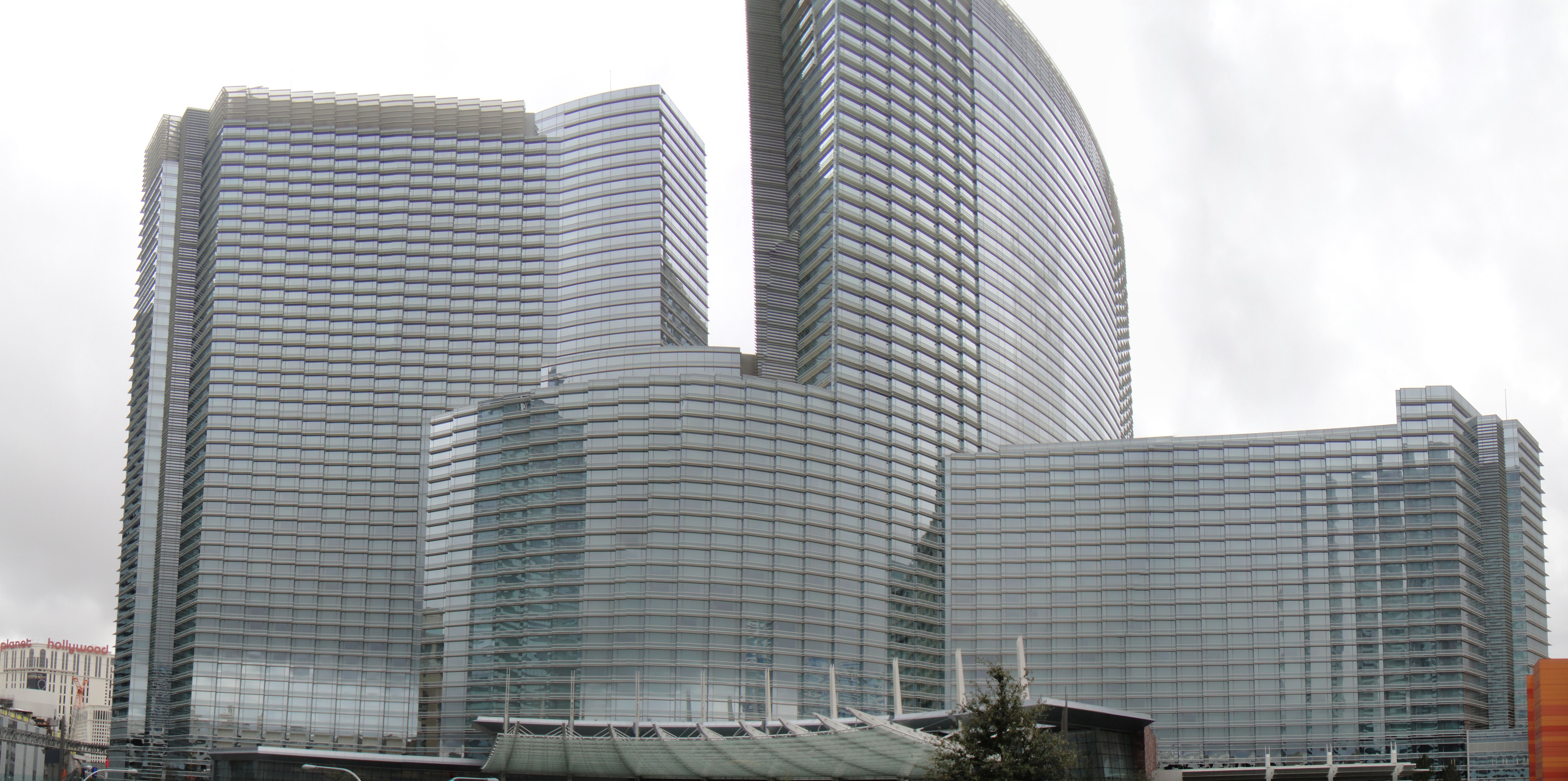
Zachodnia część hotelu w pobliżu północnego wejścia
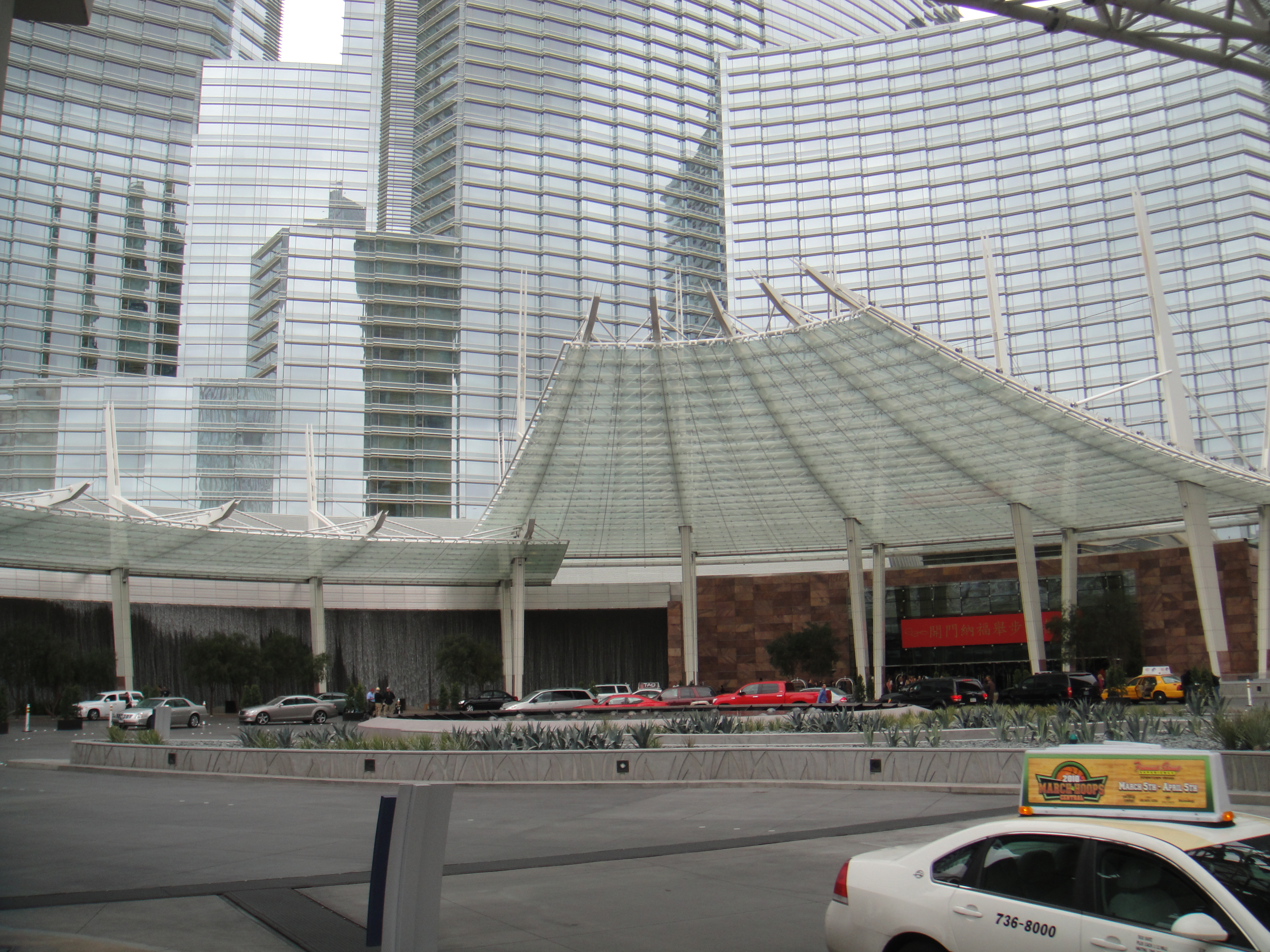
Główne wejście do hotelu z ulicy Strip
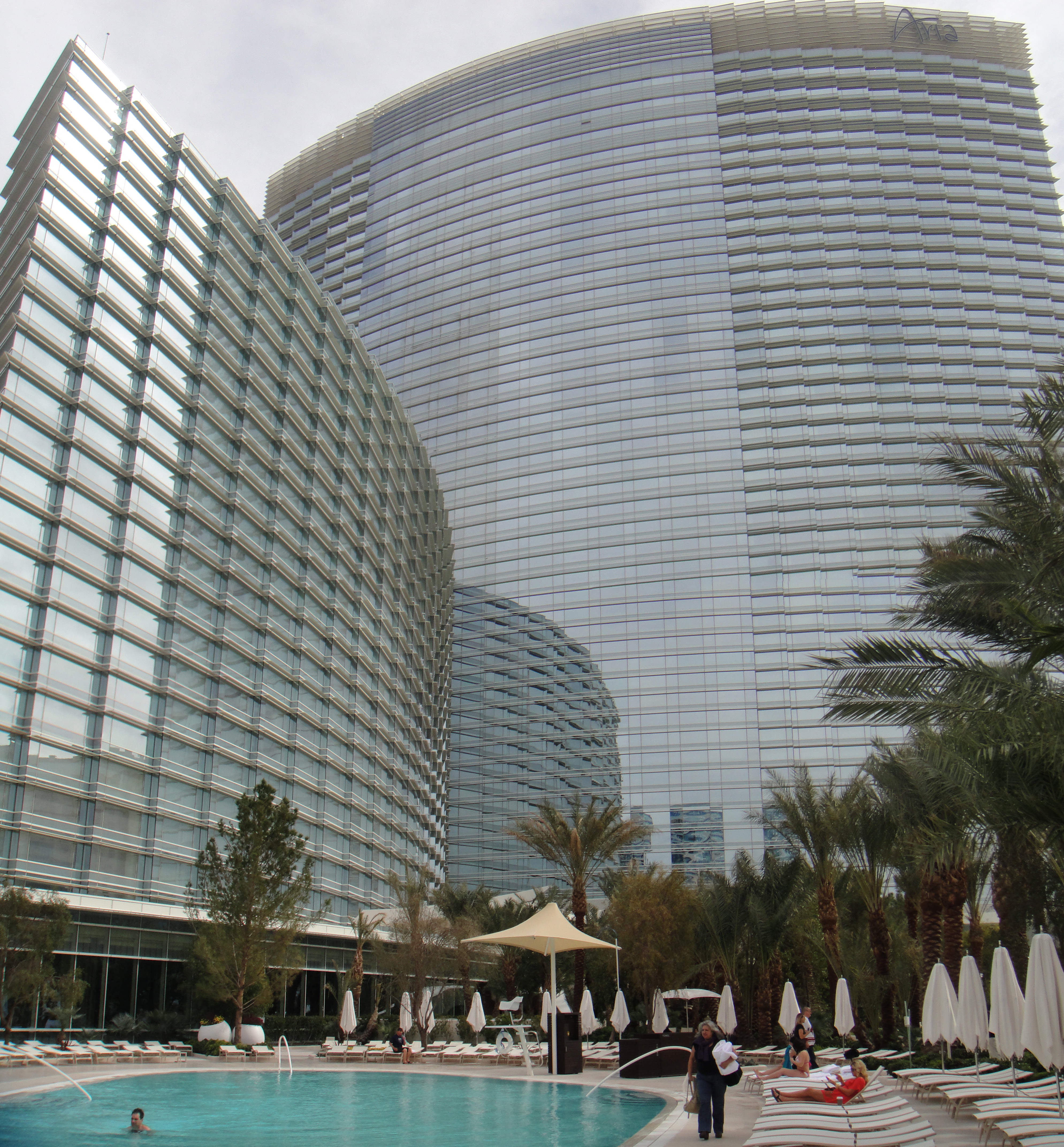
Główny basen i otaczające go budynki kompleksu Aria
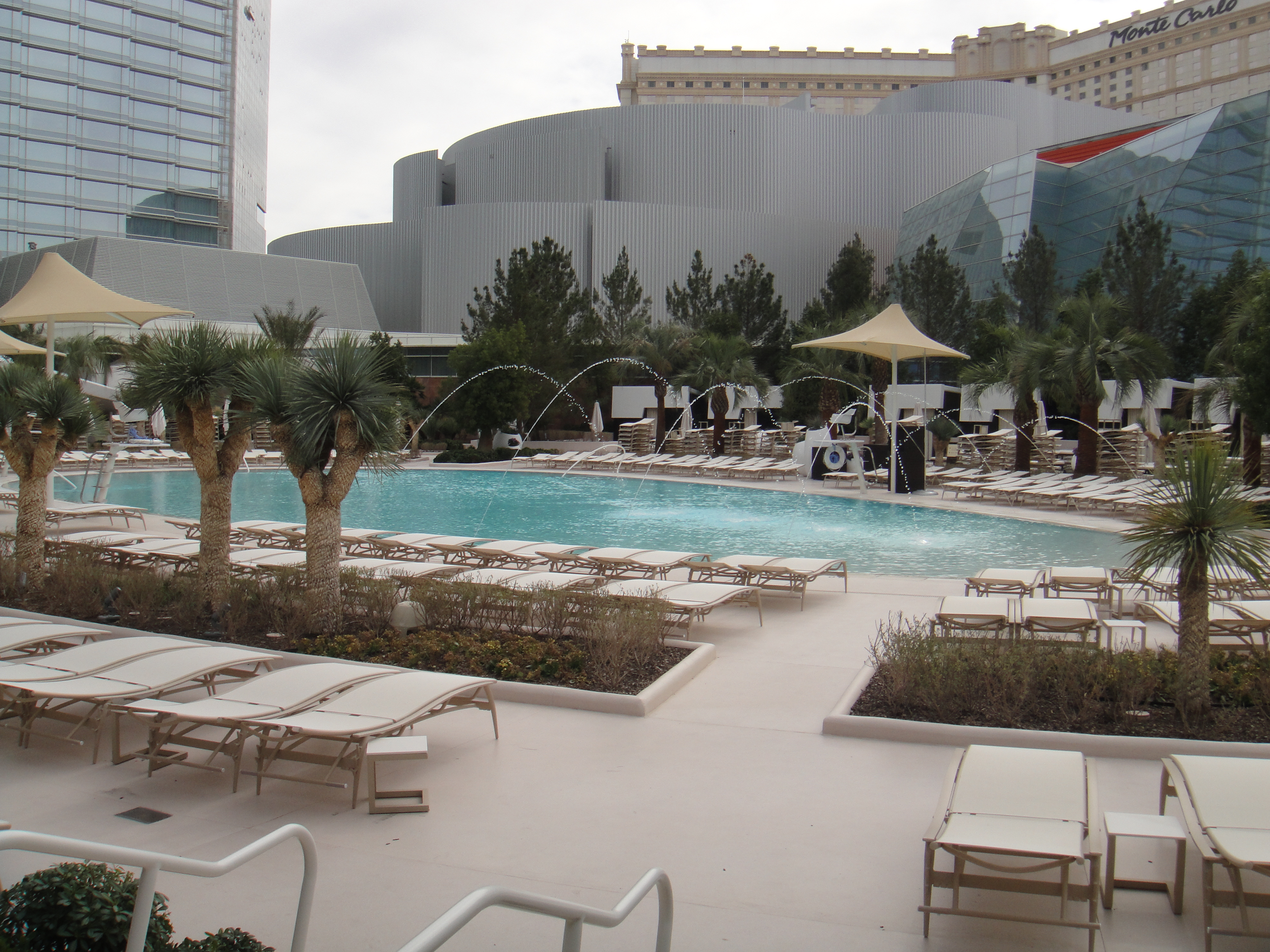
Kolejny z trzech basenów
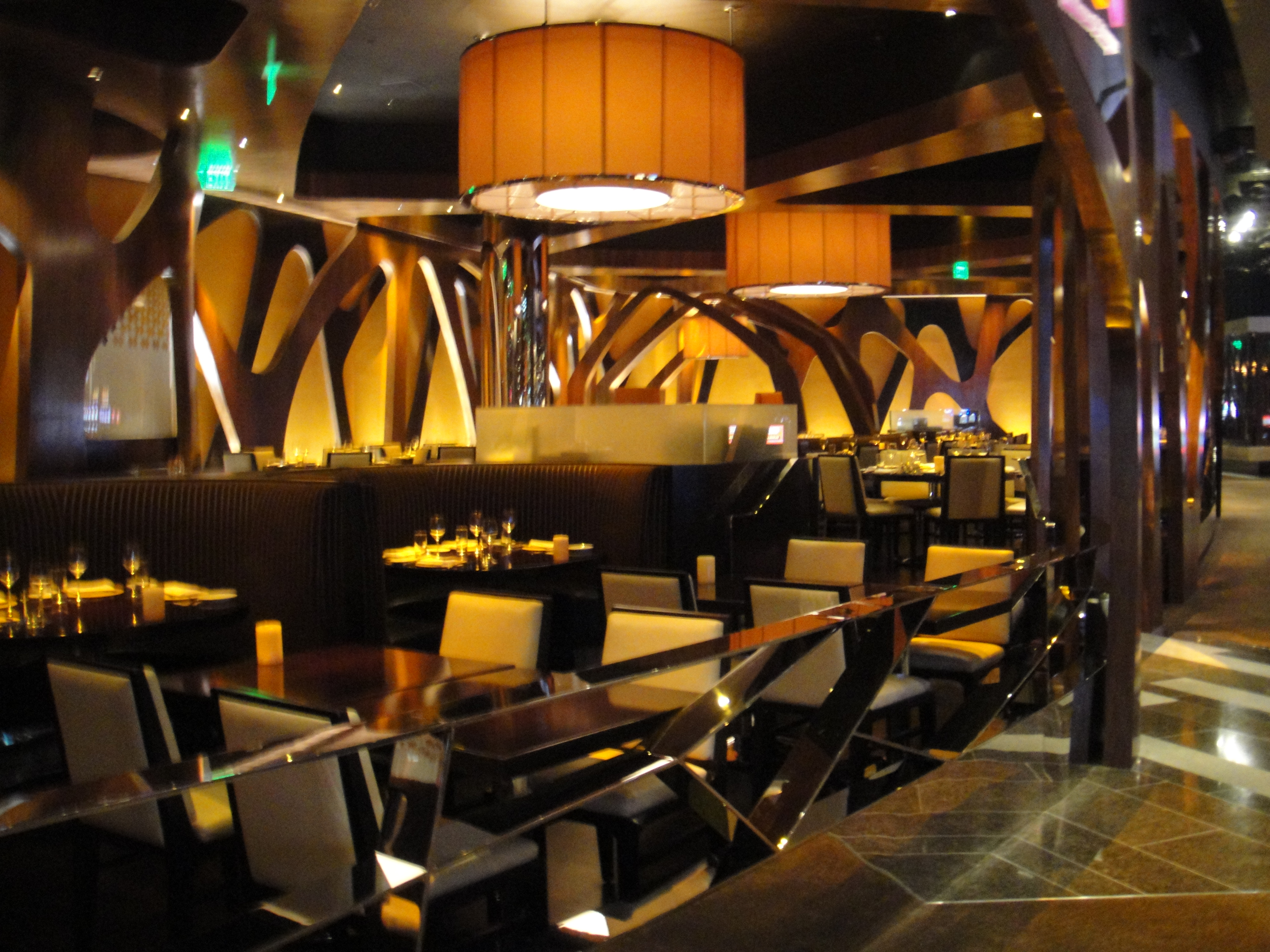
Restauracja Union wewnątrz Aria
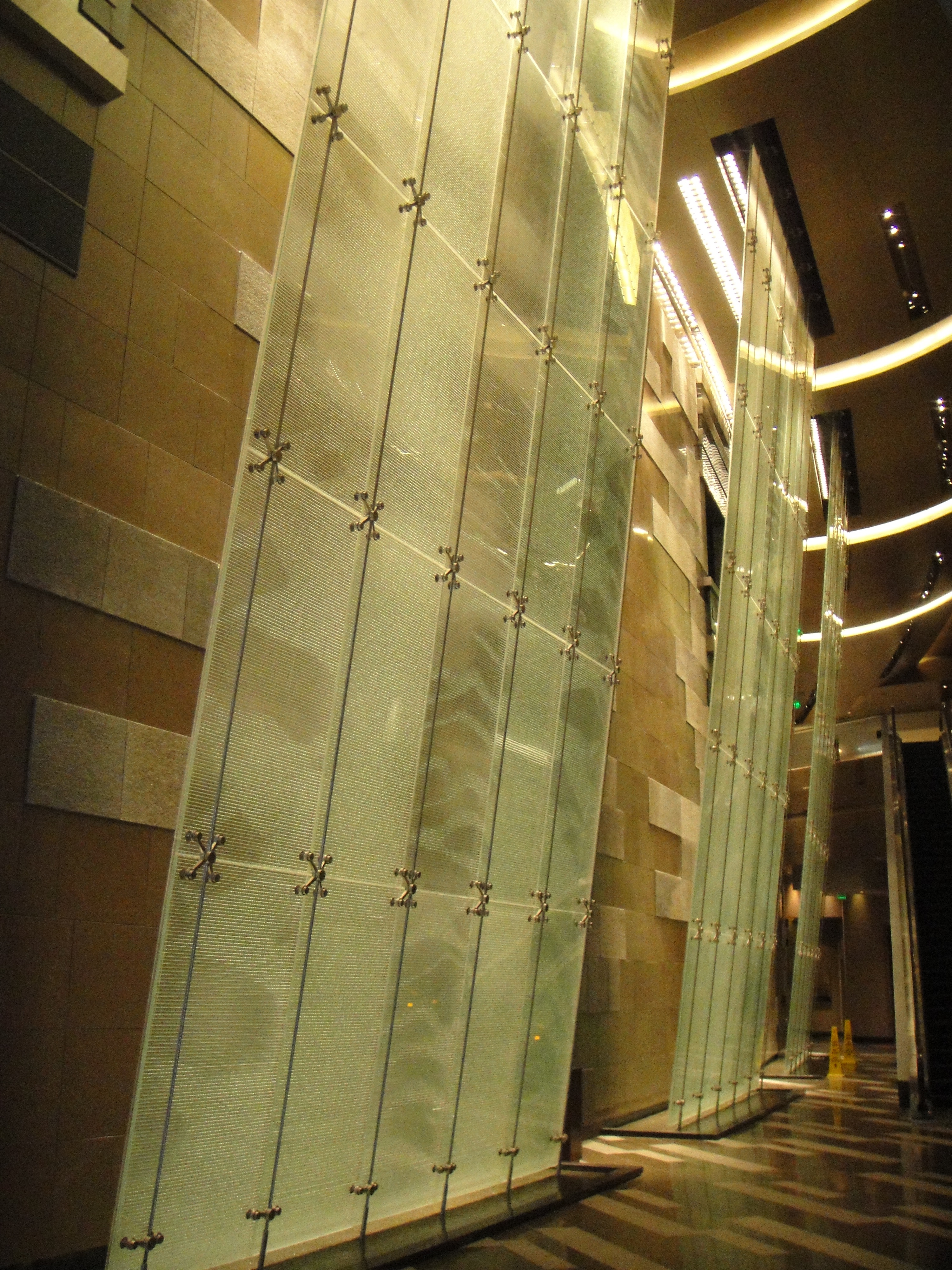
Ściana wodna wewnątrz hotelu
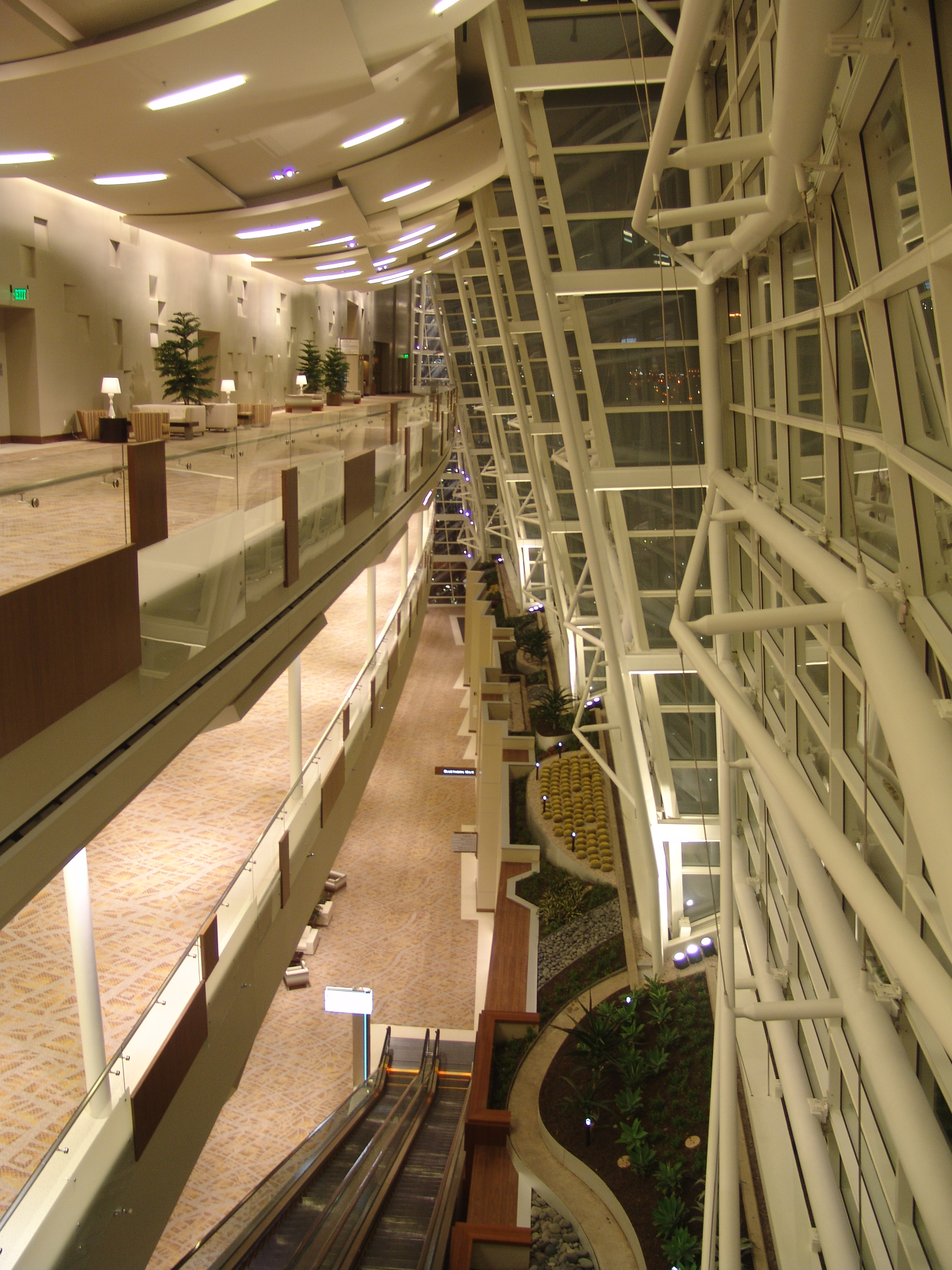
Widok z trzeciego piętra centrum konferencyjnego Aria
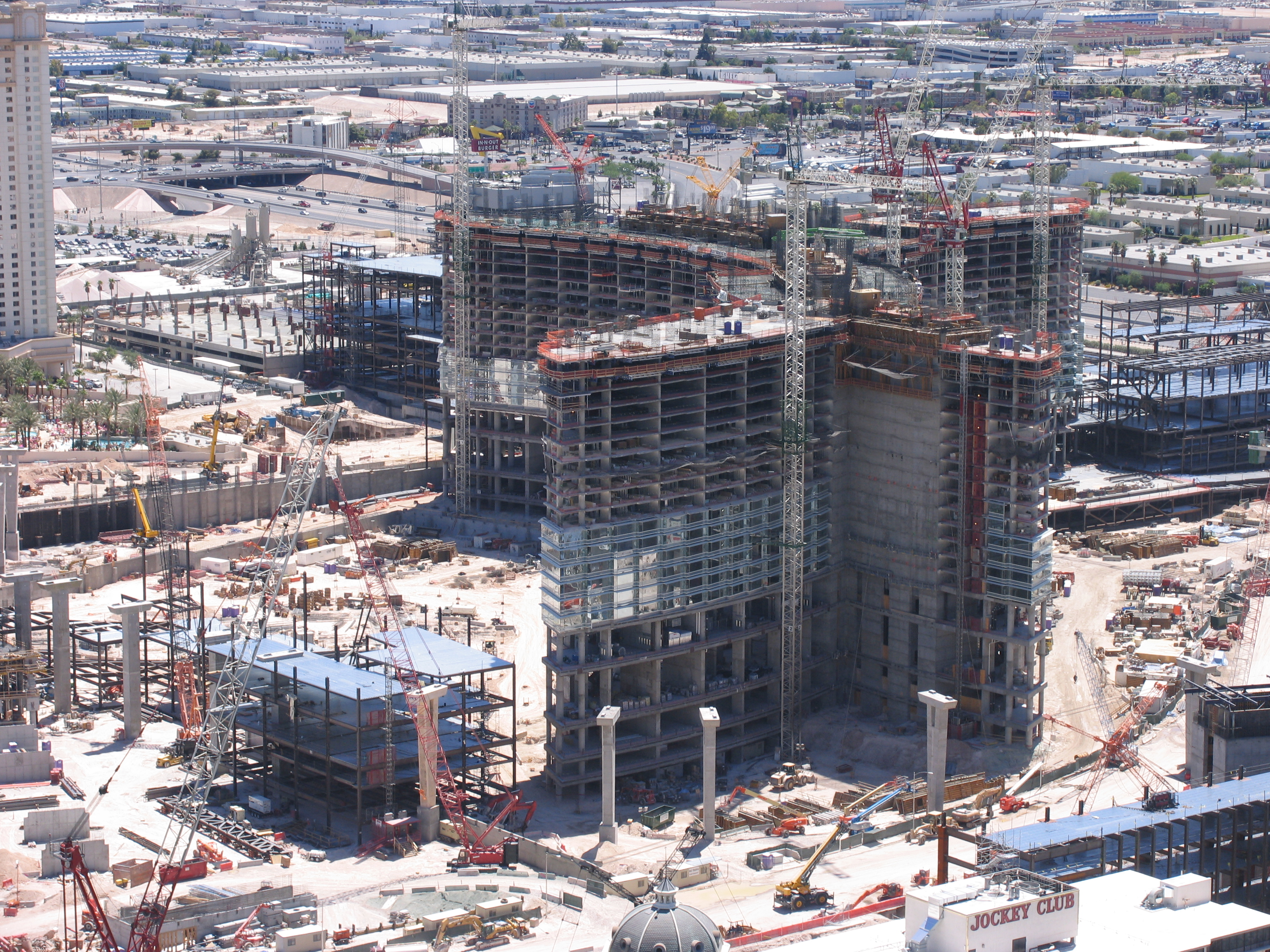
Aria w fazie konstrukcyjnej w czerwcu 2007
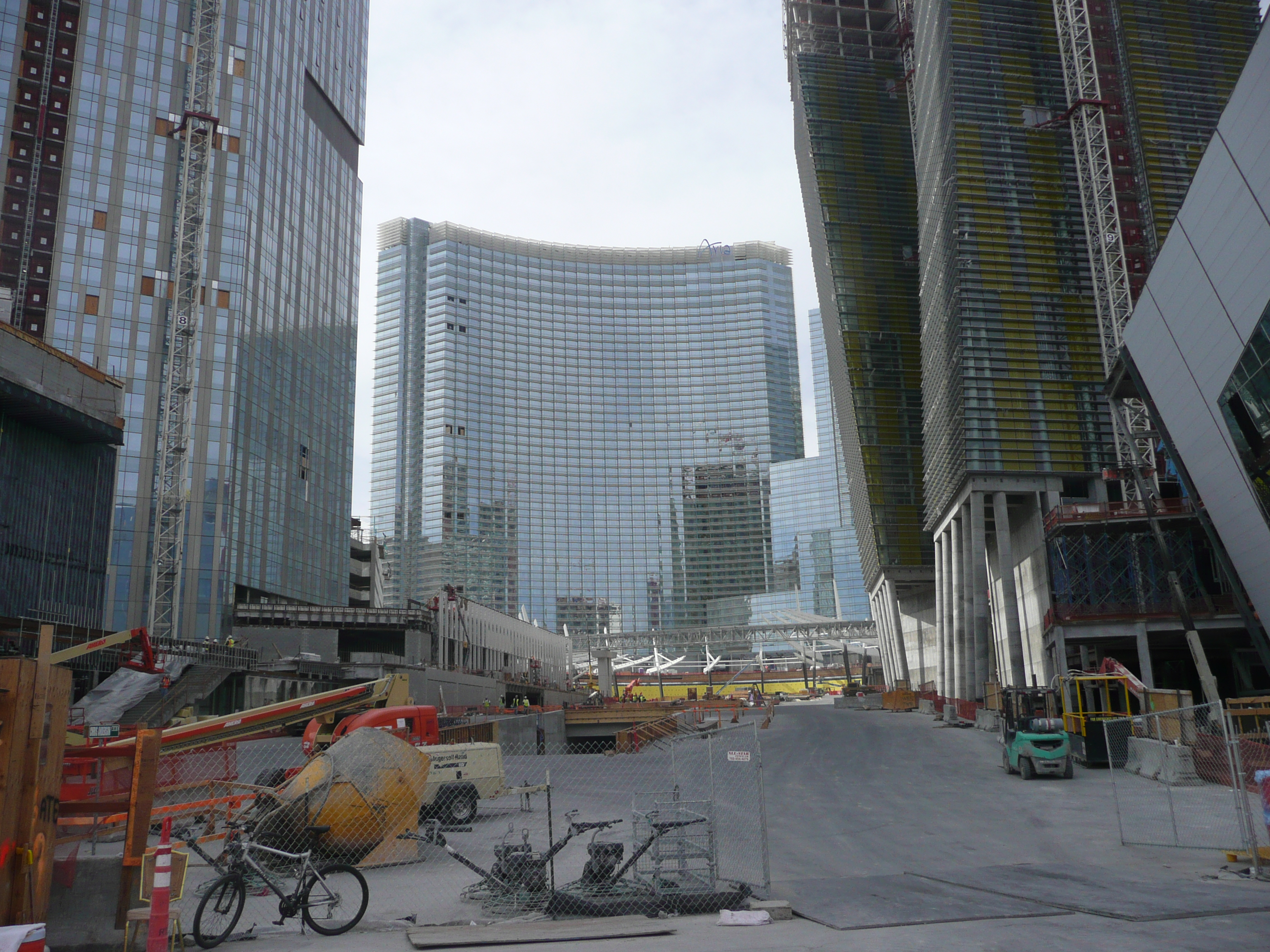
Aria w fazie konstrukcyjnej w lutym 2009